# Bouře (obraz)
Bouře (italsky La Tempesta) je slavný renesanční obraz, jehož autorem je Giorgione. Byl namalován asi v letech 1508–1509 na objednávku benátského šlechtice Gabriela Vendramina a nyní visí v Gallerie dell'Accademia v Benátkách. Často se považuje za vůbec první krajinu v západním malířství. Tato olejomalba je pokládána za záhadné dílo – podobně jako její geniální autor, který sám je jedním z nejzáhadnějších malířů všech dob. Bouře patří k vůbec nejdiskutovanějším obrazům, jeho mistrovství je však nezpochybnitelné. Obraz zachycuje vojáka a kojící ženu na protilehlých stranách potoka mezi sutinami města, nad něž přichází bouře. Velké množství symbolů, jimiž je obraz protkán, dovoluje mnoho výkladů, nicméně ani jeden z nich není plně uspokojivý.

## Popis
Arkadická scenérie se nachází za městem v troskách, okolo říčky obklopené stromy. Tmavá, zatažená obloha je osvětlena bleskem, který věští brzkou bouři.
Žena sedící vpravo kojí dítě. Je nahá, až na bílou roušku (naznačující čistotu a nevinnost), jež pokrývá její ramena. Její plné břicho, nalitá ňadra a akt kojení mohou naznačovat plodnost. Naproti tomu některým vykladačům představuje lásku. Evidentní spojení s Pannou Marií však troskotá na její nahotě.
Muž držící dlouhou tyč či píku stojí vlevo naproti ženě. Usmívá se a pohlíží doprava, ale nezdá se hledět na ženu. Historikové umění jej pokládají buď za vojáka, nebo za pastýře, tuláka, nebo člena klubu svobodných mužů. Rentgenové snímkování obrazu ukázalo, že na jeho místo původně Giorgione namaloval jinou nahou ženu (rovněž sedící). Pro některé je ztělesněním vytrvalosti a pevnosti – tito poukazují na pilíře nacházející se za ním, které často symbolizují moc a sílu. Avšak tyto pilíře jsou zlomeny: klasický symbol smrti. Je možno všimnout si rovněž čápa na střeše napravo. Čáp někdy bývá symbolem mateřské lásky rodičů k jejich potomkům.

## Význam a možné výklady obrazu
Hlavním rysem obrazu, zdá se, je očekávání bouře. Barvy jsou ztlumeny a světlo je měkké; převládají zelené a modré odstíny. Krajina sama není pouhým pozadím, ale představuje významný přínos pro rané krajinářství. „Tichá“ atmosféra obrazu nepřestává fascinovat moderní diváky. Žádný z dobových pramenů Bouři nijak nevykládá; neexistuje žádné vyčerpávající vysvětlení smyslu tohoto obrazu. Pro některé představuje netradičně pojatý útěk do Egypta (zde se však vysvětlení znovu sráží s ženinou nahotou), pro jiné výjev z klasické mytologie (Paris a Oinóné) nebo z řeckého pastýřského románu. Podle italského učence Salvatora Settise představuje opuštěné město Ráj a postavy Adama a Evu s jejich synem Kainem: blesk pak jako v řeckém a hebrejském světě reprezentuje Boha, který je právě vyhnal z Ráje. Další navrhují alegoričtější výklad, nebo prostě říkají, že Giorgione nezamýšlel sdělit nic konkrétního. Možná je smysl díla „v tom, že nám jeho smysl uniká“. Původní výklad obrazu jako díla, jehož námětem je dualita (město / venkov, muž / žena) byl opuštěn po výše zmíněném rentgenovém zkoumání.
Historikové uvádějí Bouři jako dílo, které ovlivnilo Manetovu Snídani v trávě.